# مسابقة الكويت الدولية لتلاوة القرآن الكريم
مسابقة الكويت الدولية لتلاوة القرآن الكريم هي مسابقة دولية لتلاوة القرآن الكريم تنظمها إدارة تلاوة القرآن الكريم ووزارة الأوقاف في الكويت. وتُعرف هذه المسابقة على نطاق واسع باسم جائزة الكويت للقرآن الكريم. يُشارك في المعرض حوالي 60-70 دولة. بدأت المسابقة في عام 2009 بمبادرة من حكومة الكويت، وهي نسخة أخرى من مسابقة القرآن الكريم الدولية للجمهورية الإسلامية الإيرانية. عادةً ما يكون ملك الكويت حاضرًا باعتباره الشخصية الرئيسة في المسابقة، وهو الذي يكرم الفائزين. إما في فندق كراون بلازا الشهير في الكويت أو غيره.

## غرض الجائزة
تُعتبر الكويت واحدة من أقوى الاقتصادات في العالم. ولهذا السبب قاموا بهذه المبادرة لنشر معنى القرآن الكريم في العالم الإسلامي من خلال إنفاق الأموال على الأعمال الإسلامية. هذه المنظمة العالمية لتلاوة القرآن الكريم لها بعض الأهداف.
- العمل على إيصال التربية الإسلامية والقرآنية إلى جيل الشباب في الكويت.
- إلهامهم بقراءة القرآن الكريم وتلاوته وغرس المعتقدات والمفاهيم الإسلامية في أذهانهم.
- - خلق روح التنافس في تلاوة وحفظ القرآن الكريم.
- - احترام من يتعلم القرآن ويحفظه لدى أبناء المجتمع.
- - إظهار الوجه الإسلامي للدولة أمام العالم الإسلامي، والتأكيد على دورها في خدمة شعوب العالم الإسلامي،
- تكريم وتشجيع الشخصيات التي تخدم المسلمين والإسلام في جميع أنحاء العالم.

## طالع أيضًا
- مسابقة القرآن الكريم الدولية للجمهورية الإسلامية الإيرانية
- مسابقة تيجان النور الدولية للقرآن الكريم
- جائزة دبي الدولية للقرآن الكريم
- مسابقة تلاوة القرآن الدولية [الإنجليزية]
- مسابقة تلاوة القرآن المصرية
- مسابقة القرآن الكريم الليبية